# Frans de Bont
Franciscus Adrianus Cornelia (Frans) de Bont (Baarle-Hertog, 17 maart 1953) is een Belgisch architect en politicus voor de PPB en vervolgens Agalev en FORUM+.

## Levensloop
De Bont is van opleiding architect. In 1979 richtte hij zijn eigen architectenbureau op.
Hij trad na de gemeenteraadsverkiezingen van 1982 toe tot de gemeenteraad van Baarle Hertog, waar hij tot 1994 deel van uitmaakte. Ook was hij vanaf 1989 schepen. In 2000 werd hij opnieuw verkozen en na de lokale verkiezingen van 2012 nam hij opnieuw een schepenmandaat op. Hij was daarbij verantwoordelijk voor Financiën, Cultuur, Woonbeleid, Personeel, ruimtelijke ordening, Milieu en Natuurbeleid. Na de stembusgang van 2018 volgde hij Leo Van Tilburg op als burgemeester. Hij vormde daarbij een bestuursmeerderheid met de N-VA. Bij de gemeenteraadsverkiezingen van 2024 werd hij als lijsttrekker herverkozen, wel moest zijn partij twee van de drie raadszetels inleveren. Begin december 2024 werd hij als burgemeester opgevolgd door Philip Loots (N-VA).
Onder zijn bestuur vormden het Belgische Baarle-Hertog en het Nederlande Baarle-Nassau de eerste Europese gemeente. Hiertoe werd in 2021 een Benelux Groepering Territoriale Samenwerking (BGTS) opgericht. Ook woonden er voor de eerste maal meer Nederlanders dan Belgen in de enclavegemeente.
Hij is gehuwd en heeft vijf kinderen.